# 선동초등학교
선동초등학교는 대한민국 경기도 광주시에 있는 공립 초등학교이다.

## 학교 연혁
- 1963/03/01 초월국민학교 선동분실 인가
- 1967/03/14 선동국민학교 개교
- 1983/03/01 병설유치원 개원
- 1996/03/01 선동초등학교로 개칭
- 2001/06/09 경기도 교육청지정 유아교육시범학교 운영 보고
- 2006/09/01 "돌아오는 농촌학교 육성교" 지정
- 2008/07/02 경기도교육청지정 학교정책시범학교 운영보고
- 2009/09/01 교원능력개발평가 선도학교 지정 운영
- 2010/04/23 체육관 준공식
- 2015/02/13 제48회 졸업식(1,204명)
- 2015/03/01 제19대 윤현상 교장 선생님 취임
- 2015/03/01 6학급 편성(특수학급 1학급, 유치원 1학급)

## 참고 자료
- 선동초등학교 - 한국교육학술정보원 학교알리미